# Карельське питання

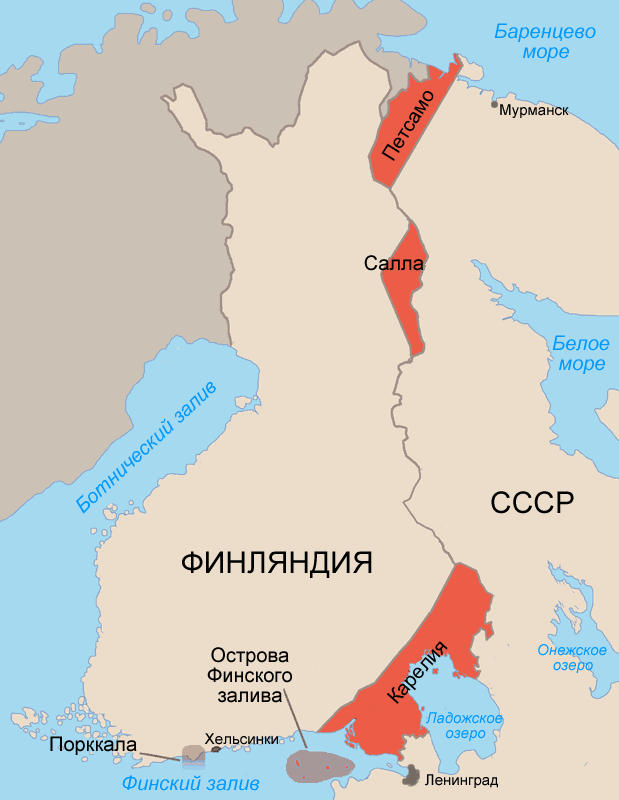
Території, які СРСР захопив у результаті Радянсько-фінської війни 1939—1940 і Радянсько-фінської війни 1941—1944 (червоний колір)

Карельське питання (фін. Karjala-kysymys) — термін, який об'єднав взаємні територіальні претензії СРСР та Фінляндії з контролю над Західною Карелією (Карельський перешийок та Північне Приладожжя).

## Історія
Термін виник у 1920 після укладення Тартуського мирного договору між РРФСР та Фінляндією, згідно з яким спірна територія була закріплена за Фінляндією, потім, внаслідок двох радянських війн проти Фінляндії у 1939–1940 і 1941–1944, зазначена територія перейшла під контроль СРСР. Карело-фінське населення цієї території було евакуйовано до Фінляндії (прибл. 422 000 осіб).
Московська мирна угода 1940 і Паризький мирний договір між СРСР і Фінляндією 1947 закріпили територіальні захоплення СРСР: Карельський перешийок, Петсамо, Салла — Куусамо і віддалені острови Фінської затоки (Гогланд, Великий Тютерс, Потужний та Сескар). Захоплені СРСР землі Західної Карелії увійшли до складу Карело-Фінської Радянської Соціалістичної Республіки. У 1944 Карельський перешийок увійшов до складу Ленінградської області, а в 1956 Карело-Фінська РСР була перетворена в автономію у складі РРФСР, з назви якої було видалено слово «фінська»
Після краху СРСР у 1991 дискусія в Фінляндії навколо карельського питання посилилася. Проте ні Фінляндія, ні Росія не піднімали питання про перегляд кордону на державному рівні. 30 грудня 1991 Фінляндія визнала Росію як державу-продовжувача СРСР. У січні 1992 укладений російсько-фінляндський «Договір про основи відносин».

## Сучасний стан справ
Тар'я Халонен, обрана навесні 2000 президентом Фінляндії, в червні того ж року приїхала в Москву з офіційним візитом та вперше зустрілася з Володимиром Путіним. Під час візиту фінський журналіст порушив питання про долю території Карелії. Путін на це відповів: «Територіальний питання для нас вирішене та закрите остаточно» — так він вперше позначив свою позицію.
У вересні 2001 відбувся офіційний візит до Фінляндії Володимира Путіна. Російський президент бачив групу мітингувальників, які вимагають повернення територій і наприкінці візиту сказав «Ми говорили з президентом Халонен про те, що таких людей не можна не помічати». На думку Володимира Путіна, висловлену ним під час цього візиту, зміна меж — це не оптимальний спосіб вирішення проблем. Найкраще вирішення питання полягає в розвитку інтеграції та міждержавного співробітництва.
У Фінляндії, за даними останніх опитувань громадської думки, від 26 до 38 % респондентів виступають за повернення втрачених територій, від 52 до 62 % — проти.
Прихильники повернення Карелії вважають, що Московський (1940) і Паризький (1947) договори носили вимушений характер та лише Тартуський мирний договір є легітимним, оскільки ніколи не був скасований. За даними опитування, проведеного газетою Helsingin Sanomat, 52 % супротивників возз'єднання також вважають, що ціна повернення цих територій може бути неприйнятною. У ході опитування, проведеного асоціацією карельських переселенців «Карельський Союз», лише 5 % респондентів (2,1 % з них — етнічні фіни) висловилося за повернення втрачених територій навіть ціною війни, а 83 % проти.
Влітку 2006 в прямому ефірі радіостанції «Ехо Москви» міністр закордонних справ Фінляндії Ерккі Туоміоя сказав, що територіальних суперечок Фінляндії з Росією не існує. Він додав, що «юридичних підстав» для вимог депортованих з Карелії повернути їм втрачену власність не існує. «Всі переміщені особи отримали від фінського уряду компенсації за втрати» — пояснив міністр.
У 2010 суд виніс вирок жителю Петрозаводська за статтею 280 ч. 1 КК РФ (публічний заклик до здійснення екстремістської діяльності) та призначив йому штраф у розмірі 100 тис. руб. за поширення в Сортавала агітаційних листівок із закликами про передачу Фінляндії прикордонних територій Карелії, Мурманської та Ленінградської областей, що належали Фінляндії до 1940.
У січні 2011 після затвердження президентом РФ Дмитром Медведєвим переліку прикордонних територій РФ, де заборонено продаж землі іноземцям, Карельське питання знову було порушене у Фінляндії, оскільки в прикордонну зону РФ потрапили колишні території Фінляндії (Виборзький район Ленінградської області, кілька районів Республіки Карелія).
Офіційна влада Фінляндії визнає, що територіального питання між Росією та Фінляндією не існує.
Самі примусово переміщені жителі Карелії та їхні нащадки розглядають рішення проблеми, як повернення їх додому, окремо від «територіального питання між Росією та Фінляндією.